# Jasnowo (SIMC 0081760)
Jasnowo – kolonia w Polsce, położona w województwie pomorskim, w powiecie chojnickim, w gminie Chojnice.
W latach 1975–1998 miejscowość administracyjnie należała do województwa bydgoskiego.
Wieś w sołectwie Kruszka obejmującego Kruszkę, Jeziorki, Jasnowo.
Okolice osady są obszarem źródłowym "Suskiej Strugi". Źródło: 53°43′46″N 17°38′12″E/53,729444 17,636667, Ujście: 53°39′21″N 17°44′15″E/53,655833 17,737500

## Kolonie o nazwie Jasnowo w gminie Chojnice
W gminie Chojnice istnieją dwie miejscowości podstawowe typu kolonia o nazwie Jasnowo. Niniejszy artykuł dotyczy kolonii, która posiada identyfikator SIMC 0081760. Drugą z nich jest kolonia Jasnowo, która posiada identyfikator SIMC 0081607.